# Powiat Hiyama
Powiat Hiyama (jap. 檜山郡 Hiyama-gun) – powiat w Japonii, w prefekturze Hokkaido, w podprefekturze Hiyama. W 2024 roku liczył 14 186 mieszkańców.

## Miejscowości
- Assabu
- Esashi
- Kaminokuni